# Dołha (gromada)
Dołha – dawna gromada, czyli najmniejsza jednostka podziału terytorialnego Polskiej Rzeczypospolitej Ludowej w latach 1954–1972.
Gromady, z gromadzkimi radami narodowymi (GRN) jako organami władzy najniższego stopnia na wsi, funkcjonowały od reformy reorganizującej administrację wiejską przeprowadzonej jesienią 1954 do momentu ich zniesienia z dniem 1 stycznia 1973, tym samym wypierając organizację gminną w latach 1954–1972.
Gromadę Dołha z siedzibą GRN w Dołdze utworzono – jako jedną z 8759 gromad na obszarze Polski – w powiecie radzyńskim w woj. lubelskim na mocy uchwały nr 15 WRN w Lublinie z dnia 5 października 1954. W skład jednostki weszły obszary dotychczasowych gromad Dołha, Puchacze, Sokule, Sitno, Surmacze i Szachy ze zniesionej gminy Żerocin w tymże powiecie. Dla gromady ustalono 16 członków gromadzkiej rady narodowej.
31 grudnia 1961 z gromady Dołha wyłączono wieś Surmacze i osadę leśną Krasne, włączając je do nowo utworzonej gromady Sławacinek Nowy w powiecie bialskim w tymże województwie. 1 stycznia 1962 gromadę Dołha zniesiono, włączając jej pozostały obszar (wsie Puchacze, Sokule, Sitno i Szachy, osadę leśną Rozkiślanka, budkę kolejową Sokule, osadę leśną Sokule, przystanek kolejowey Sokule, osadę leśną Sitno oraz budkę kolejową Szachy) do gromady Żerocin w powiecie radzyńskim.